# Walter Keßler (Journalist)
Walter Keßler  (* 9. März 1939 in Achern; † 26. Mai 2021 in Erftstadt) war ein deutscher Journalist und Heimatforscher, dessen Forschungsschwerpunkte die Biografie des deutsch-amerikanischen Politikers Carl Schurz und die Geschichte von Erftstadt waren.

## Leben
Walter Keßler wurde 1939 im badischen Achern geboren, wo er von 1945 bis 1953 die Volksschule und danach bis 1955 die Höhere Handelsschule besuchte. Nach der Schulausbildung absolvierte er eine Berufsausbildung zum Großhandelskaufmann bei der Schwarzwälder Edelbranntweinbrennerei Scheibel KG in Kappelrodeck, wo er anschließend angestellt war. 1960 leistete er seinen Wehrdienst in Fürstenfeldbruck und Köln-Wahn.
1969 heiratete er Monika Fahnhorst, mit der er eine Tochter und einen Sohn hatte, und zog nach Liblar, seit 1975 Ortsteil von Erftstadt.

### Journalistische Karriere
Keßler schrieb bereits ab 1956 (noch Jugendlicher) gelegentlich für Tageszeitungen und absolvierte 1963 bis 1965 ein Redaktionsvolontariat bei der Dülmener Zeitung. Anschließend arbeitete er als Redakteur bei der Westfalenpost, danach von 1967 bis 1969 und erneut von 1971 bis 1977 beim Kolpingblatt in Köln als Redakteur und Leiter der Öffentlichkeitsarbeit. 1970 arbeitete er als Redakteur in der Lokalredaktion der Kölnischen Rundschau. Von 1977 bis 1979 arbeitete er als Redakteur bei der Zeitschrift „Leben und Erziehen“ und wechselte anschließend von 1979 bis zu seiner Pensionierung 2004 zur Katholischen Nachrichten-Agentur (KNA) in Bonn. Dort war er zuständig für den Bereich „Weltkirche aktuell“ und leitete die Landesredaktion NRW.

### Tätigkeiten als Carl-Schurz- und Heimatforscher

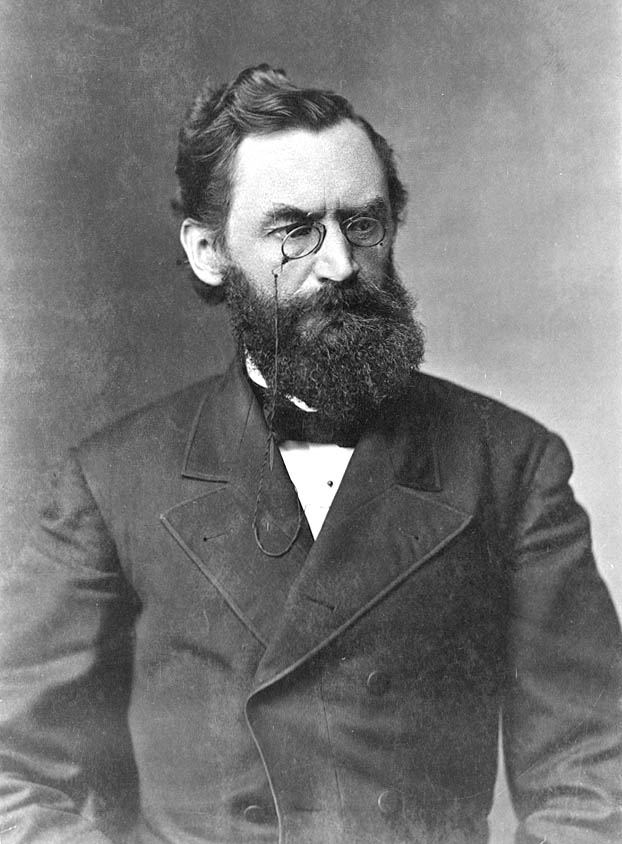
Carl Schurz, kurz nach seiner Amtseinsetzung als Innenminister der USA, 1877

Walter Keßler interessierte sich bereits in seiner Jugend für die Revolutionen 1848/1849 und vertiefte sein Interesse an diesem Thema, nachdem er nach Liblar kam. Er konzentrierte sich auf den hier geborenen Revolutionär und späteren amerikanischen Innenminister Carl Schurz und gründete 1978 den Carl-Schurz-Kreis Erftstadt e.V., dessen Vorsitzender er bis zu seinem Tod war. Keßler baute in Erftstadt ein Carl-Schurz-Archiv auf, das teilweise in einem eigenen Raum des Erftstädter Rathauses aufbewahrt wird, und erforschte das Leben des Politikers. Dabei publizierte er zahlreiche Artikel und Abhandlungen zur Biografie von Schurz, darunter vor allem 1982 einen Beitrag in den Rheinischen Lebensbildern sowie zum 100. Todestag im Jahr 2006 eine umfangreiche Biografie unter dem Titel „Carl Schurz. Kampf, Exil und Karriere“.
Über das Thema Carl Schurz hinaus befasste sich Keßler mit weiteren Themen der regionalen Geschichte, der Kultur und des Denkmalschutzes, zu denen er vor allem im Liblarer wohnpark-report und ab 1991 im Jahrbuch der Stadt Erftstadt berichtete. Er war beteiligt an dem Sammelband „Liblar in alten Ansichten“ zur 850-Jahr-Feier der Ortschaft.

### Lokalpolitik
Walter Keßler war neben seinen Tätigkeiten als Heimatforscher auch aktiv in der Lokalpolitik von Erftstadt. Er war Mitglied des Ortsverbands der Christlich Demokratischen Union (CDU) und war für diese vom Mai 1975 bis Oktober 1984 im Erftstädter Stadtrat, wo er Mitglied in mehreren Ausschüssen zur Kultur, Sport, Personal und Soziales war. Von 1999 bis 2004 war er Ortsbürgermeister von Liblar, bis zu seinem Tod war er zudem ehrenamtlich für die Partei aktiv.
Keßler war zudem aktiv im Pfarrgemeinderat der Kirchengemeinde St. Barbara und von 2006 bis 2018 zweiter Vorsitzender im Kirchenvorstand. Er wirkte im Hauptausschuss des Diözesanrat der Erzdiözese Köln und im Dekanatsrat Erftstadt sowie in zahlreichen weiteren lokalen Vereinen mit.

## Auszeichnungen

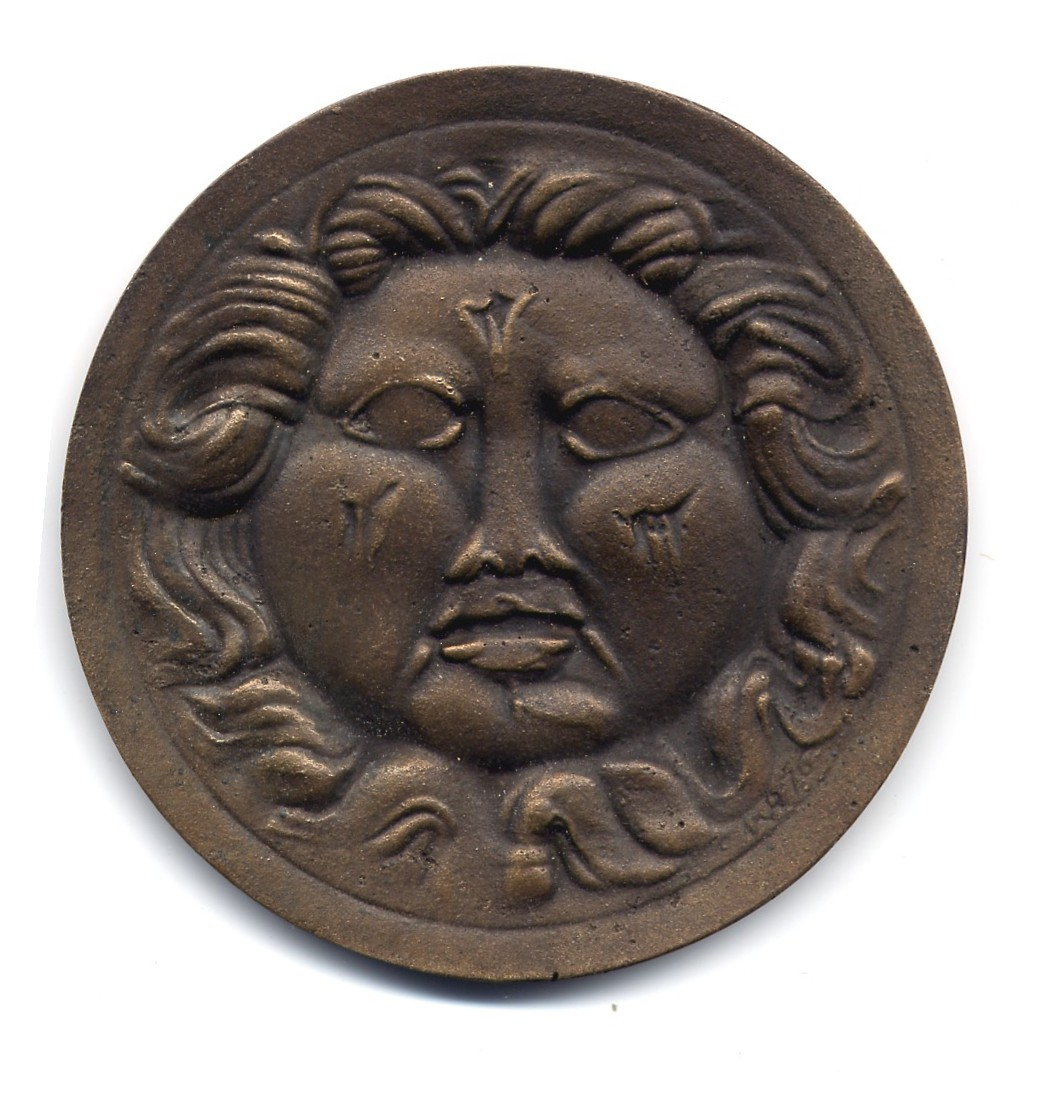
Rheinlandtaler

- Verleihung des Rheinlandtalers (2011)

## Veröffentlichungen (Auswahl)
- Carl Schurz (1829–1906). In: Rheinische Lebensbilder, Bd. 9, Köln 1982, S. 199–216.
- Carl Schurz, ein amerikanischer Minister an der Erft. In: Erftkreis Jahrbuch, 1983, S. 17–22.
- … ich liefere dir nur einen Commentar. 15 bisher unbekannte Briefe von Carl Schurz In: Zeitschrift für die Geschichte des Oberrheins, Band 135, Stuttgart 1987, S. 217–272.
- „daß die Sache der Demokratie immer größere Kreise umspannt.“ Bisher unbekannte Briefe von Carl Schurz an Louis Lehmann In: Bonner Geschichtsblätter, Bd. 40, Bonn 1990, S. 185–196.
- In zwei Diözesen war Clemens August sein Nachfolger. Fürstbischof Franz Arnold von Wolff Metternich, in Liblar geboren. In: Jahrbuch der Stadt Erftstadt 1991, S. 30–33.
- Ein Mann aus der Nachbarschaft. Adolph Kolping und seine Beziehungen zu Gymnich, Lechenich und Liblar. In: Jahrbuch der Stadt Erftstadt 1992, S. 63–65.
- Die Gemeinde ist älter als die Kirche. Vor 40 Jahren wurde in St. Barbara der erste Gottesdienst gefeiert. In: Jahrbuch der Stadt Erftstadt 1993/94, S. 64–68.
- Interessensgemeinschaft 850 Jahre Liblar (Hrsg.) Das Buch zur Geschichte., Liblar 1999 (darin mehrere Beiträge von W. Keßler)
- Liblar in alten Ansichten. Zaltbommeln (NL), 2000; gemeinsam mit Manfred Faust, Sabine Boebé und Thomas Depka
- Carl Schurz – Kampf, Exil und Karriere. Greven, Köln 2006, ISBN 3-7743-0383-5.
- Heinrich Bölls Beziehungen zu Erftstadt. Fünf Texte entstanden auf Schloss Gracht. In: Jahrbuch der Stadt Erftstadt 2007, S. 111–112.
- Botschafter in London. Paul Graf Wolff Metternich zur Gracht – vor 160 Jahren geboren. In: Jahrbuch der Stadt Erftstadt 2013, S. 50–52.
- Noble Erftstadt. Sieben Nobelpreisträger waren hier. In: Jahrbuch der Stadt Erftstadt 2019, S. 165–168.
- Liblar, Erftstadt und Carl Schurz. Ein Botschafter Erftstadts für Freiheit und Demokratie In: Jahrbuch der Stadt Erftstadt 2020, S. 187–200.
- Ein eigenwilliger Westfale. Georg Brune, wichtigster Helfer bei Gottfried Kinkels Befreiung aus dem Zuchthaus Spandau. In: Jahrbuch der Stadt Erftstadt 2022, S. 41–47.

## Belege
1. 1 2 3 4 5 6 7  Frank Bartsch: In memoriam Walter Keßler (1939–2021) Journalist und Heimatforscher. Jahrbuch der Stadt Erftstadt 2022, Stadt Erftstadt 2021; S. 195–206.